# Sentous
Sentous – miejscowość i gmina we Francji, w regionie Oksytania, w departamencie Pireneje Wysokie.
Według danych na rok 1990 gminę zamieszkiwało 120 osób, a gęstość zaludnienia wynosiła 16 osób/km² (wśród 3020 gmin regionu Midi-Pireneje Sentous plasuje się na 943. miejscu pod względem liczby ludności, natomiast pod względem powierzchni na miejscu 1288.).